# Darya Naumava
Darya Siarheyeuna Naumava, o Dar'ja Sjarheeŭna Navumava (in bielorusso Дар’я Сяргееўна Навумава?; Patoka, 26 agosto 1995), è una sollevatrice bielorussa, vincitrice della medaglia d'argento olimpica a Rio de Janeiro 2016 nella categoria fino a 75 kg.

## Palmarès
- Giochi olimpici

Rio de Janeiro 2016: argento nei 75 kg.
- Mondiali

Aşgabat 2018: argento negli 81 kg.
- Europei

Batumi 2019: oro nei 76 kg.
- Universiadi

Taipei 2017: argento nei 75 kg.